# Alberto Picotti
Alberto Picotti (Udine, 7 dicembre 1929 – Udine, 4 settembre 2018) è stato uno scrittore italiano, appartenente al gruppo degli scrittori di Risultive (Lelo Cjanton, Meni Ucel, Dino Virgili, Novella Cantarutti e altri).

## Biografia
Partecipa alla  Resistenza  nelle file della Brigate Osoppo con il nome di battaglia di Mascotte. Nel dopoguerra fa parte del gruppo di scrittori di Risultive. Dopo varie esperienze lavorative, fra cui importante quella di maestro elementare in molti paesi del Friuli (Resia, Marano Lagunare, Ciconicco e altri), pubblica nel 1976 la silloge di poesie in friulano: "Dies Irae pal Friul", ispirata dal terremoto che colpì il Friuli e probabilmente tuttora l'opera poetica in lingua friulana più diffusa (quattro edizioni). Segue "Tra lus e scur" (1977), poesie, per le edizioni di Risultive. 
Ha pubblicato molteplici saggi e monografie su temi di storia e cultura friulani, spesso in materia di emigrazione, fra cui spiccano "Emigrazione, significato di un ricordo", saggio sulla emigrazione dal comune di Pavia di Udine (1985), e  "Cadel da Fanna, l'uomo, l'artista, il suo paese" (1990) edizione critica dell'opera completa di Vittorio Cadel, poeta e pittore del primo novecento friulano.
Nel 1995 completa uno studio decennale sui Proverbi friulani (circa 5000) con la riedizione di "Proverbi friulani" che Valentino Ostermann aveva pubblicato nel 1876, corredata da trascrizione in koinè friulana, commento e traduzione in italiano.
Cura la stesura del volume "Quell'alba sul lago Kivu, settant'anni di emigrazione friulana in Ruanda" (2000) dell'amico GianAlberto Tomini. 
Nel 2008 pubblica il volume "Giustina nei ricordi di Mascotte, una marchesa nella Resistenza udinese 1943-1945", che costituisce una pagina inedita di una Resistenza diversa, più silenziosa ma altrettanto audace e pericolosa, condotta in città dal gruppo che comprendeva anche Cecilia Deganutti, la marchesa Lucilla Muratti e questo partigiano poco più che bambino.
Quale Consigliere dell'Ente Friuli nel Mondo, nello spirito e sulle orme di Ottavio Valerio, ha visitato ed animato decine di Fogolârs furlans in tutto il mondo, con incontri di poesia, lingua e cultura friulana. Sincero cultore dei valori fondanti e profondi della friulanità, la sua casa di Udine era diventata nel tempo luogo di incontro di tanti emigranti di ritorno in Friuli.
Il noto musicista Bepi De Marzi, ha composto la musica a 4 voci per coro maschile, "A van sisìlis" "Vanno le rondini" su un testo scritto da Alberto Picotti in lingua friulana. Scritto dopo il terremoto del Friuli del 1976 
```
  Siorutis dal cîl
 in rie sul fil de lûs
 ale cun ale
 ch'o cisicàis dal partì,
 il frêt
 al è bielzà culì.
 E al plûf.
 Al è chest cîl ch'al vai
 sul uestri grimâl neri
 che par amôr di nô
 ‘o puartàis chest an.
 Cun chel corot ‘o vais
 lassant chest simitieri:
 il gno Friûl.
```

```
Piccole signore del cielo / in riga sul filo della luce, / ala con ala, / che
```

```
bisbigliate del partire, / il freddo è già qui. / E piove. / E questo cielo che
 piange / sul vostro grembiule nero / che per amore di noi / portate quest'anno.
 / Con quel lutto andate / abbandonando questo cimitero: / il mio Friuli.
```

Ha scritto a lungo sulla stampa specializzata sui temi della friulanità e delle lingue minoritarie, collaborando anche per oltre trenta anni col Bollettino di Castelmonte, da ultimo con la rubrica "Testimonianze friulane", ora raccolte in un volume. Dopo una intensa vita di cultura, friulanità e umanità, è morto a Udine la sera del 4 settembre 2018, ad 88 anni.